# Kyadigera, Devadurga
Kyadigera là một làng thuộc tehsil Devadurga, huyện Raichur, bang Karnataka, Ấn Độ.